# Дзярнув
Дзярнув (пол. Dziarnów) — село в Польщі, у гміні Могельниця Груєцького повіту Мазовецького воєводства.
Населення — 318 осіб (2011).
У 1975-1998 роках село належало до Радомського воєводства.

## Демографія
Демографічна структура станом на 31 березня 2011 року:
|          | Загалом | Допрацездатний вік | Працездатний вік | Постпрацездатний вік |
| -------- | ------- | ------------------ | ---------------- | -------------------- |
| Чоловіки | 173     | 40                 | 109              | 24                   |
| Жінки    | 145     | 26                 | 79               | 40                   |
| Разом    | 318     | 66                 | 188              | 64                   |